# Anatolij Karpow
Anatolij Jewgieniewicz Karpow (ros. Анатолий Евгеньевич Карпов; ur. 23 maja 1951 w Złatouście) – rosyjski arcymistrz szachowy, sędzia i trener szachowy (FIDE Senior Trainer od 2009), dwunasty mistrz świata w latach 1975–1985 oraz mistrz Międzynarodowej Federacji Szachowej (FIDE) w latach 1993–1999. Najwyższy ranking w dotychczasowej karierze osiągnął w lipcu 1994 r. z wynikiem 2780 punktów w rankingu FIDE.
Później zajął się karierą polityczną. W 2011 roku został wybrany do Dumy szóstej, siódmej i ósmej kadencji. W grudniu 2012 poparł prawo zakazujące adopcji rosyjskich sierot przez pary amerykańskie. W 2015 wsparł aneksję Krymu przez Rosję. Został objęty sankcjami po rozpoczęciu inwazji Rosji na Ukrainę. W marcu 2022 federacja szachowa FIDE zawiesiła jego tytuł FIDE Ambassador For Life.

## Życiorys

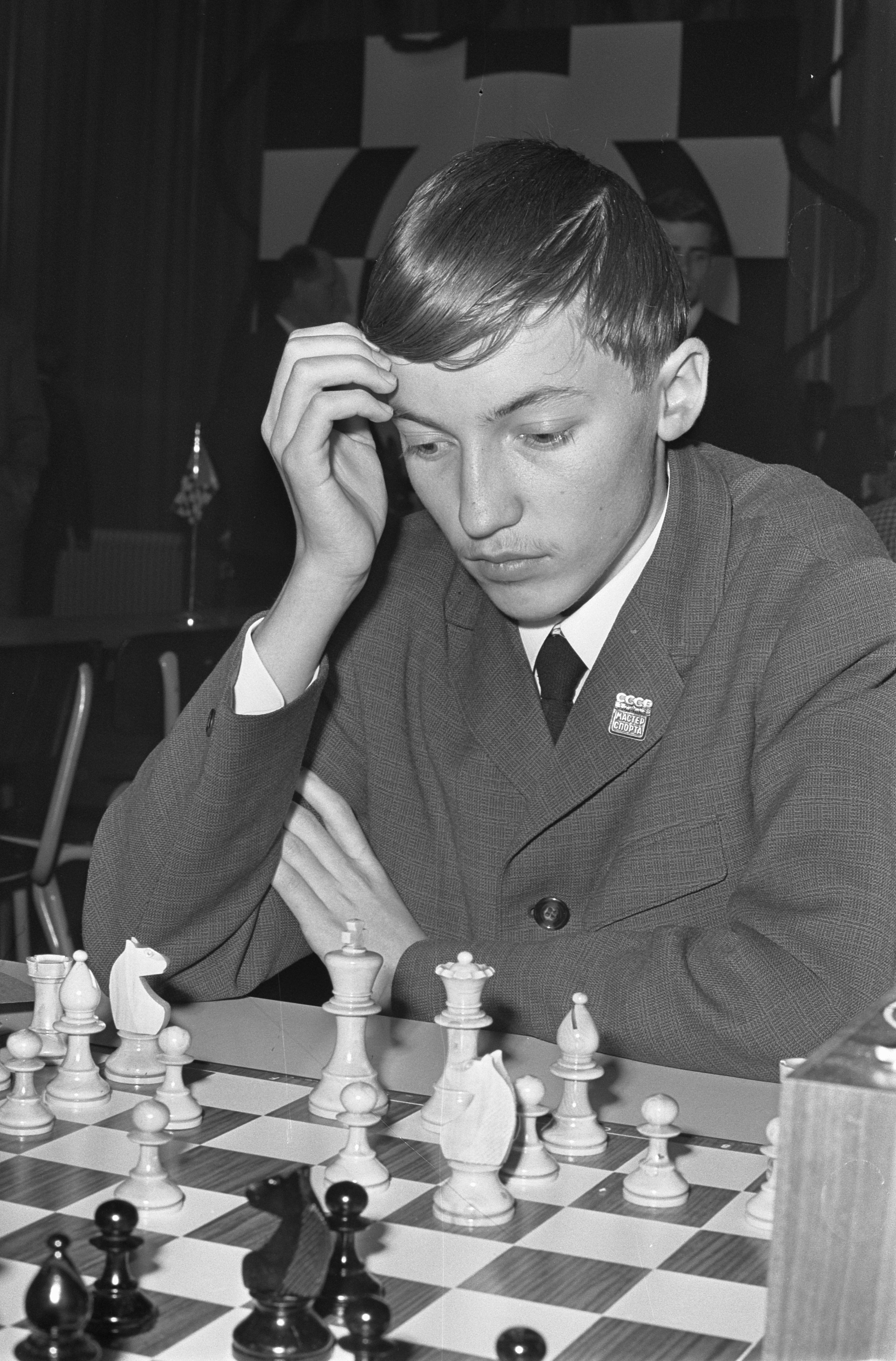
Anatolij Karpow, Groningen 1967

Karpow poznał szachy w wieku czterech lat. Pierwszy jego duży sukces na arenie międzynarodowej to zdobycie tytułu mistrza świata juniorów w 1969 roku, za które to osiągnięcie otrzymał tytuł arcymistrza.
W 1973 roku przystąpił do rozgrywek o mistrzostwo świata, dzieląc pierwsze miejsce w turnieju międzystrefowym w Leningradzie. Ten cykl rozgrywek miał wyłonić przeciwnika ówczesnego mistrza świata, Bobby Fischera. W ćwierćfinałowym meczu pretendentów w 1974 roku w Moskwie pokonał Lwa Poługajewskiego, by w półfinale zmierzyć się z byłym mistrzem świata Borysem Spasskim. Przed meczem Karpow przewidywał przegraną ze Spasskim, zapowiadając swoje zwycięstwo dopiero w następnym cyklu mistrzostw. Mecz rozegrany w Leningradzie zakończył się zwycięstwem Karpowa, mimo porażki w pierwszej partii. W meczu finałowym w Moskwie Karpow minimalnie pokonał Wiktora Korcznoja. Oba spotkania były pełne walki, obfitowały w ważne z teoretycznego punktu widzenia partie.
Bobby Fischer nie przystąpił do meczu o mistrzostwo świata z Karpowem. Międzynarodowa Federacja Szachowa (FIDE) zdyskwalifikowała Fischera i 3 kwietnia 1975 r. przyznała tytuł Karpowowi. Początkowo traktowano Karpowa jak „papierowego” mistrza świata, który tytuł otrzymał z nadania, nie pokonując w meczu swojego poprzednika. Z każdym rokiem jednak Karpow zyskiwał coraz większy szacunek w szachowym świecie, kontynuując pasmo zwycięstw w najsilniejszych turniejach na świecie. Jego występy w ciągu następnych dziesięciu lat przyćmiły nawet legendarne turniejowe osiągnięcia Aleksandra Alechina. Ogółem w latach 1970–1987 Karpow wziął udział w 48 międzynarodowych turniejach najwyższego szczebla, zajmując lub dzieląc pierwsze miejsce w 36 z nich, m.in. w Madrycie (1973), Lublanie (1975), Mediolanie (1975), Amsterdamie (1976 i 1987 – memoriały Maxa Euwego, 1980 – turniej IBM), Las Palmas (1977), Tilburgu (łącznie siedmiokrotnie, pomiędzy 1977 a 1993 rokiem), Bugojnie (1978, 1980, 1986), Montrealu (1979), Linares (1981), Moskwie (1981), Londynie (1982, 1984), Turynie (1982), Hamburgu (1983), Oslo (1984), Brukseli (1986). Niezwykła seria zwycięstw, która nie miała precedensu i do dziś pozostaje rekordem nie do pobicia.
W tym czasie wykrystalizował się styl gry Karpowa, który był oparty na solidnych pozycyjnych podstawach. W początkowej fazie partii unikał niepotrzebnego ryzyka, potrafił jednak śmiałym atakiem taktycznym wykorzystać nawet drobne błędy przeciwnika. Porównywano Karpowa do jadowitego węża, który bacznie obserwuje oponenta i starannie przygotowuje dogodną pozycję, by w każdej chwili móc zadać niespodziewany cios. Miał stosunkowo wąski, lecz świetnie dopracowany repertuar debiutowy, bardzo solidnie traktował grę środkową i był niedościgłym mistrzem końcówek.
W 1978 roku czterdziestosiedmioletni Korcznoj po raz pierwszy przystąpił do meczu o mistrzostwo świata z Anatolijem Karpowem. Był to rewanż za poprzedni finał pretendentów, jednak sytuacja od tego czasu uległa zmianie. Po swojej ucieczce z ZSRR Korcznoj został przez władze radzieckie uznany za zdrajcę. Podjęto dyskredytującą kampanię propagandową przeciwko niemu, wywierano na niego różnego rodzaju naciski. Korcznojowi nie pozwolono oficjalnie reprezentować Szwajcarii, gdzie się osiedlił. Mecz odbył się w Baguio na Filipinach i obfitował w obustronne incydenty. Wojnę nerwów podsyciły zwycięskie partie Korcznoja w jego końcowej fazie. W rezultacie Karpow minimalnie zwyciężył (wygrywając sześć i przegrywając pięć partii) i obronił oficjalnie tytuł. Należy dodać, że przy stanie meczu 5 – 5 ostatnia partia, która miała przesądzić o zwycięstwie któregoś z zawodników, nie zakończyła się w zwykłym trybie. Korcznoj przerwał partię (stojąc już w bardzo złej pozycji) nie przystępując do dogrywki i nie podpisując protokołu. FIDE ogłosiło zwycięstwo Karpowa w tej partii, a następnie w całym meczu.
Trzy lata później Korcznoj znów wygrał mecze pretendentów, pokonując w finale Roberta Hübnera. Do meczu z Karpowem doszło we włoskim Merano. Również w tym meczu było sporo kontrowersji i incydentów. Przed meczem aresztowano pozostającego w ZSRR syna Korcznoja za odmowę podjęcia służby wojskowej. Karpow gładko rozprawił się z przeciwnikiem, wygrywając sześć i przegrywając tylko dwie partie.

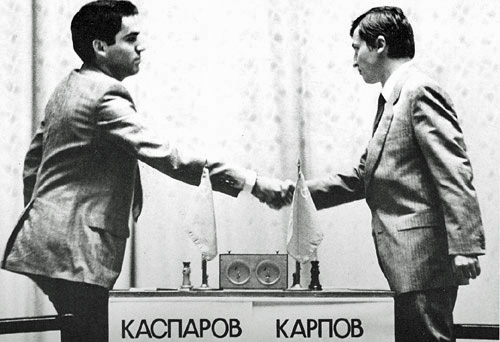
Mecz z Kasparowem, Moskwa 1985

Zwycięstwami nad Korcznojem Karpow umocnił swoją pozycję lidera światowych szachów. Godnego przeciwnika odnalazł w połowie lat osiemdziesiątych w osobie Garri Kasparowa. Rozpoczęła się „era meczów K-K”. Panowie K. do 1990 roku rozegrali ze sobą pięć meczów o mistrzostwo świata. Pierwszy odbył się w 1984 roku i nie wyłonił zwycięzcy. Po rozegraniu przez pięć miesięcy 48 partii, w tym 40 remisowych, FIDE podjęła decyzję o przerwaniu meczu przy stanie 25 – 23 dla Karpowa (regulamin meczu nie ograniczał liczby partii, określał jedynie minimalną liczbę wygranych partii konieczną do wyłonienia zwycięzcy). Był to najdłuższy mecz w historii szachów. Regulamin zmieniono i w następnym roku Karpow uległ Kasparowowi 11 – 13. W kolejnych trzech meczach pary K-K w 1986, 1987 i 1990 roku Kasparowowi za każdym razem udawało się obronić tytuł mistrza świata. Najbardziej emocjonujący był mecz w 1987 roku. Przed ostatnią rundą prowadził Karpow mając cztery wygrane i trzy przegrane partie. Decydującą partię jednak przegrał, mecz zakończył się remisem i zgodnie z regulaminem tytuł pozostał przy Kasparowie.
W kolejnym cyklu meczów pretendentów w 1992 roku Karpow niespodziewanie przegrał z Nigelem Shortem. Mistrz świata Kasparow i pretendent Short rozegrali jednak mecz pod auspicjami nowo powołanego przez nich Stowarzyszenia Zawodowych Szachistów (PCA). FIDE uznała to jako ich rezygnację z meczu o mistrzostwo świata i zorganizowała mecz Karpowa z Janem Timmanem, również pokonanym przez Shorta w eliminacjach. Panowie K. wygrali swoje mecze i od 1993 roku nie jest jasne, kto jest rzeczywistym mistrzem świata.
Mimo porażki w meczu z Shortem, Karpow do połowy lat 90. utrzymywał drugie miejsce w rankingu najlepszych szachistów. W 1994 roku w superturnieju w Linares (Hiszpania) osiągnął swój największy sukces w karierze, wygrywając zawody z przewagą aż 2½ punktu nad Kasparowem i Szyrowem. Uzyskany wówczas rezultat turniejowy (ponad 3000 ELO) jest kolejnym rekordem Karpowa, do dziś nie pobitym. Udany dla Karpowa był również rok 1995 – wygrał silnie obsadzone turnieje w Dos Hermanas, Linares i Groningen. Zwyciężył również w finałowym meczu pretendentów z Borysem Gelfandem. W 1996 roku, w meczu o mistrzostwo świata FIDE, łatwo pokonał młodego gwiazdora Gatę Kamskiego wynikiem 10½ – 7½. W 1998 roku ponownie zwyciężył w mistrzostwach świata FIDE, rozgrywanych jednak w nowej formule. Regulamin tych mistrzostw stawiał go w uprzywilejowanej pozycji, ponieważ jego przeciwnik Viswanathan Anand przystąpił do meczu po wyczerpującym turnieju eliminacyjnym, z udziału w którym Karpow był zwolniony. Ten przepis zmieniono w następnych latach, czego nie chciał zaakceptować Karpow i do następnych edycji mistrzostw świata już nie przystąpił.
Karpow nadal uczestniczy w życiu szachowym, biorąc udział w turniejach i rozgrywając mecze. Szczególnie chętnie występuje jako gość honorowy i przyjmuje zaproszenia na imprezy propagujące szachy na całym świecie. W 2002 roku zwyciężył Kasparowa 2½ – 1½ w krótkim, choć dramatycznym meczu, rozgrywanym przyspieszonym tempem gry. Rok później pokonał polskiego szachistę Bartłomieja Macieję 6 – 2, również w grze przyspieszonej. W 2009 r. uległ ½ – 3½ w kolejnym meczu szachów szybkich ówczesnemu mistrzowi świata, Viswanathanowi Anandowi, przegrał również 3 – 9 z Garrim Kasparowem.
Od 1973 do 1997 r. stale był obecny w pierwszej trójce każdej listy rankingowej FIDE. Najwyższy ranking w karierze osiągnął 1 lipca 1994 r., z wynikiem 2780 punktów zajmował wówczas 1. miejsce na światowej liście FIDE.
Od 2009 r. posiada najwyższy szachowy tytuł trenerski, FIDE Senior Trainer. Jest również sędzią klasy międzynarodowej.
W 2010 r. Karpow wystartował w wyborach na stanowisko Prezydenta Międzynarodowej Federacji Szachowej, przegrywając z Kirsanem Ilumżynowowem w stosunku głosów 55 do 95.
Na cześć Karpowa została nazwana planetoida (90414) Karpov.

## Odznaczenia i nagrody
- Order „Za Zasługi dla Ojczyzny” III klasy (2001)[13]
- Order Przyjaźni (2011)[14]
- Order Lenina (1981)[15]
- Order Czerwonego Sztandaru Pracy (1978)[16]
- Order „Za zasługi” II klasy (Ukraina, 2006)
- Order „Za zasługi” III klasy (Ukraina, 2002)
- Komandor Orderu Maya (Argentyna, 2014)
- Srebrny Order Olimpijski
- Order Świętego Sergiusza Radoneżskiego
- Order Świętego Księcia Daniela Moskiewskiego

## Mecze Karpowa o mistrzostwo świata
| Rok                                                                | Przeciwnik | Wynik                       |
| ------------------------------------------------------------------ | ---------- | --------------------------- |
| 1975                                                               | Fischer    | wygrana przez walkower      |
| 1978                                                               | Korcznoj   | wygrana (+6-5=21)           |
| 1981                                                               | Korcznoj   | wygrana (+6-2=10)           |
| 1984                                                               | Kasparow   | nierozstrzygnięty (+5-3=40) |
| 1985                                                               | Kasparow   | przegrana (+3-5=16)         |
| 1986                                                               | Kasparow   | przegrana (+4-5=15)         |
| 1987                                                               | Kasparow   | remis (+4-4=16)             |
| 1990                                                               | Kasparow   | przegrana (+3-4=17)         |
| 1993                                                               | Timman     | wygrana (+5-2=14) FIDE      |
| 1996                                                               | Kamsky     | wygrana (+6-3=9) FIDE       |
| 1998                                                               | Anand      | wygrana (+4-2=2) FIDE       |
| W nawiasach: liczba wygranych, przegranych i zremisowanych partii. |            |                             |

## Publikacje poświęcone Karpowowi
- Irving Chernev – Twelve Great Chess Players and Their Best Games (Dover, 1995)